# Karel Výmola
Karel Výmola (9. února 1864 Ptení – 1. října 1935 Praha) byl český lékař, otorhinolaryngolog, vysokoškolský profesor, odborný autor a pedagog, který se jakožto předseda a činitel Spolku pro péči o hluchoněmé významně zasloužil o rozvoj moderní péče a vzdělávání hluchoněmých v českých zemích.

## Život

### Mládí a praxe
Narodil se v obci Ptení nedaleko Prostějova na Hané do rodiny rolníka Františka Výmoly a jeho manželky Anny, rozené Hrazdilové. Po vychození obecné školy ve Ptení a gymnázií v Olomouci a Přerově vystudoval Lékařskou fakultu Karlo-Ferdinandovy univerzity v Praze. Odpromoval roku 1889, následně se usídlil v Praze, kde pracoval nejprve jako laborant otorhinolaryngologického oddělení fakulty, v letech 1892 až 1899 pak působil jako asistent ušní kliniky. Roku 1902 z oboru otorhinolaryngologie habilitoval a následně si v Praze zřídil soukromou praxi s tímto zaměřením.

### Péče o hluchoněmé
Čile se věnoval vědecké a pedagogické činnosti. V rámci svého výzkumu se zabýval problematikou skleromu, jako jeden z prvních českých lékařů, též pak ušních zánětů a dalších onemocnění v oboru. Rovněž vyučoval na pražské lékařské fakultě. Spoluzakládal Spolek pro péči o hluchoněmé, který si dal za cíl zřízení necírkevních odborných zařízení pro vzdělávání hluchoněmých a dopomoci k jejich lepšímu začlenění do většinové společnosti a soběstačnosti. Spolek pak zřídil Ústav pro hluchoněmé v Praze, vůbec první takovou necírkevní instituci ve městě, v návaznosti na něj byla pak zřízena městská škola pro hluchoněmé a pokračovací škola. Roku 1913 získal titul mimořádného profesora.

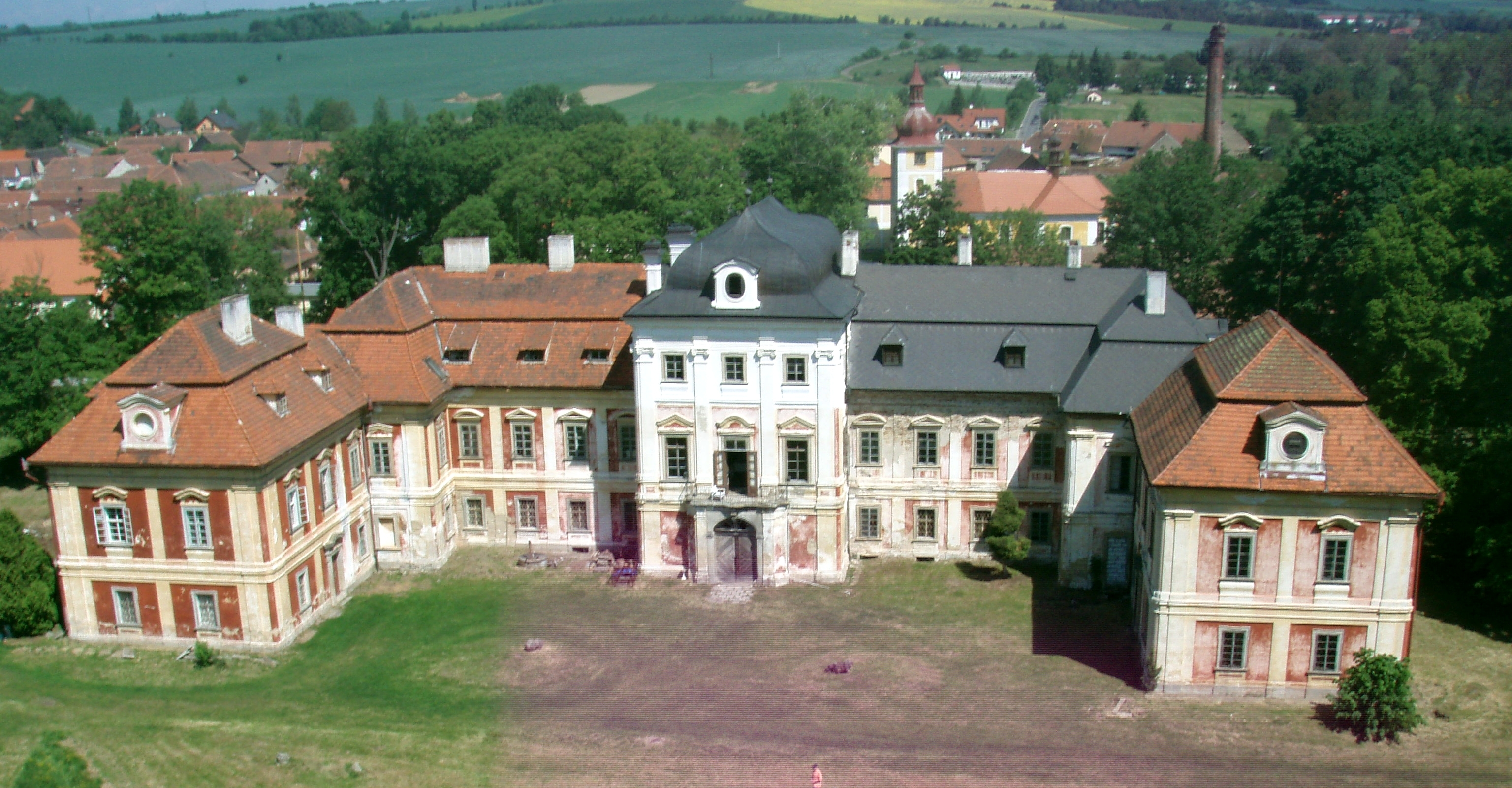
Zámek v Dolní Lukavici, kde byl s Výmolovým přispěním zřízen ústav pro hluchoněmé

Roku 1915 se Výmola stal předsedou spolku a podílel se na vzniku Ústavu pro hluchoněmé v Dolní Lukavici nedaleko Plzně téhož roku, vůbec druhého necírkevního ústavu svého druhu, umístěného v rozsáhlých upravených prostorách zdejšího zámku. V Praze pak roku 1926 založil vzdělávací ústav v Praze-Radlicích, který pak následně dostal název Výmolův ústav pro hluchoněmé. Téhož roku byl pak jmenován skutečným mimořádným profesorem a v roce 1933 řádným profesorem.
Byl rovněž autorem oborové literatury, roku 1925 mj. sepsal a vydal publikaci zabývající se historií péče o hluchoněmé v českých zemích. Přispíval také do odborných lékařských časopisů, např. Časopis českých lékařů, zmiňován byl též odbornému listu o vzdělávání psychicky nemocné a zanedbané mládeže Úchylná mládež.

### Úmrtí
Karel Výmola zemřel 1. října 1935 v Praze ve věku 71 let. Pohřben byl v rodinné hrobce na hřbitově v rodném Ptení.
Na jeho rodném rolnickém domě byla odhalena jeho pamětní deska. V Praze Radlicích byla po něm pojmenovaná ulice.